# Шелак

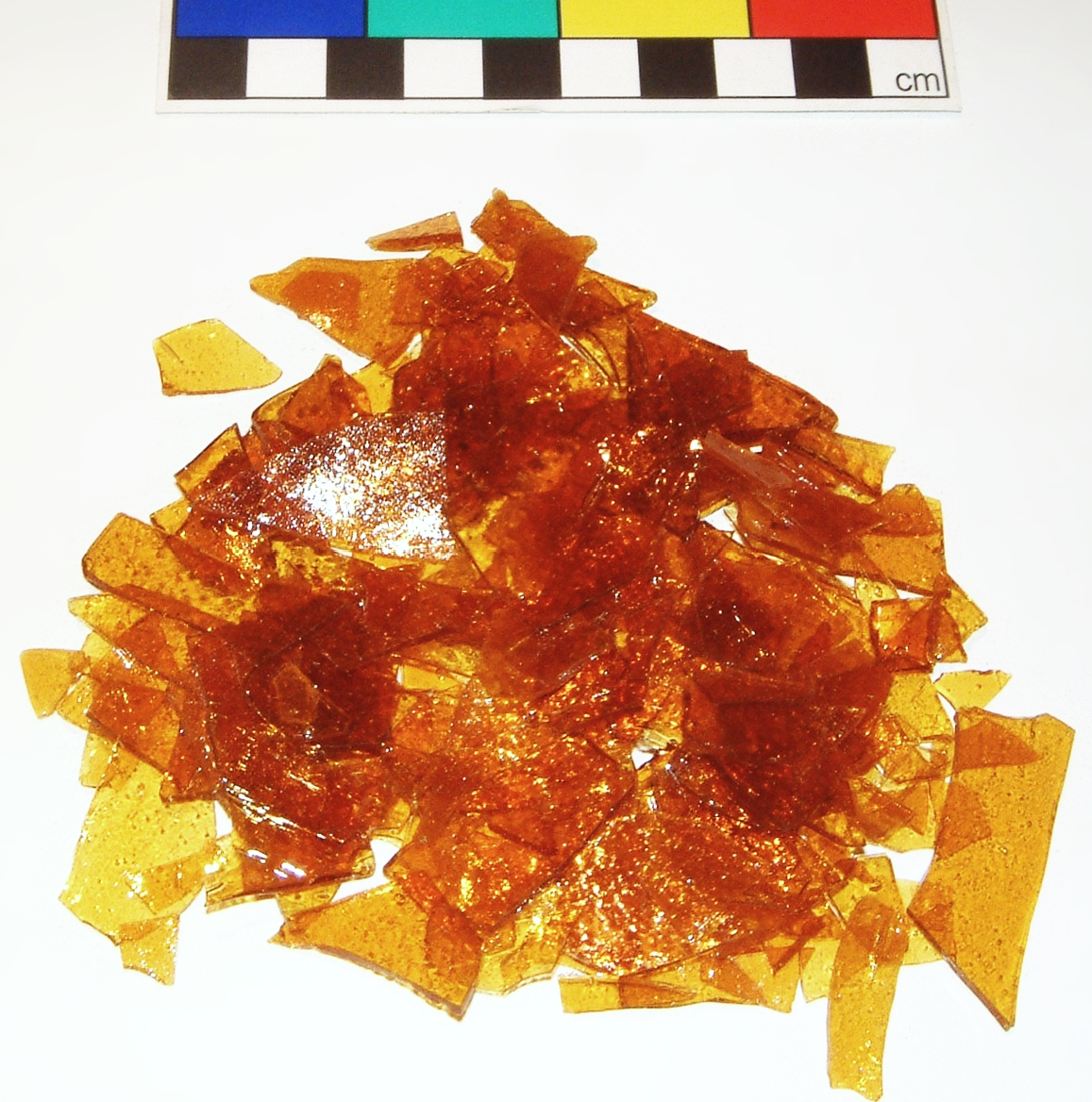

Шела́к (нід. schellak) — природна сильнополярна смола, яку виділяють деякі рослини за участю так званих лакових червеців. Деякі науковці вважають, що шелак виділяють самі лакові червеці. За кольором розрізняють чорний, жовтогарячий та білий шелак. Безбарвний шелак можна отримати відбілюванням забарвлених сортів хлорним вапном або сульфітом натрію. Шелак добре розчинний у спирті. 

## Застосування
Використовується у лакофарбовій промисловості при виготовленні спиртових лаків та фарб, політур, грамофонних платівок, сургучу, в електротехніці — як ізоляційний матеріал, для просочування паперу, картону та ін. У харчовій промисловості використовується як харчова добавка E904.